# Isabelle Poulenard
Isabelle Poulenard (née le 5 juillet 1961) est une soprano française.

## Biographie
Isabelle Poulenard est née à Paris, en France. Après 7 ans à la Maîtrise de Radio France et 3 ans à l’École nationale d'art lyrique de l'Opéra de Paris, elle a travaillé sous la direction de Jean-Claude Malgoire sur plusieurs productions à l'Atelier lyrique de Tourcoing.
Elle a interprété de nombreux rôles sous la direction de Charles Dutoit, William Christie, Philippe Herreweghe, Sigiswald Kuijken, Mstislav Rostropovitch, entre autres. Elle a été invitée aux festivals d'Avignon, Innsbruck, Aix-en-Provence, l'Opéra du Rhin, l'Opéra Bastille, l'Opéra Garnier, le Grand Théâtre de Bordeaux et aussi à Londres, Tokyo, Lausanne...
Isabelle Poulenard a enregistré avec ADDA, Arion, Auvidis, CBS, Deutsche Harmonia Mundi, Emi et d'autres ; il faut noter particulièrement l'enregistrement de Montezuma, un pasticcio d'Antonio Vivaldi, qui fut récompensé durant les Victoires de la musique 1993.
En 1995 Isabelle Poulenard créa l'ensemble Il Divertimento avec Claire Giardelli, Yasuko Bouvar, Laurent Stewart et Nathalie Steinberg. Les enregistrements de l'ensemble Il Divertimento incluent les Duetti e Cantate (Petits duos et cantates) de Georg Friedrich Haendel (Astree/Auvidis) et un CD consacré à J.F. Reichhardt (Auvidis).
Son travail est généralement centré sur la musique baroque française, néanmoins elle a également interprété et enregistré du Georg Friedrich Haendel et du Georg Philipp Telemann. Sa voix a été comparée à celle d'Emma Kirkby.

## Discographie
- 1985 : François Couperin, Motets, CD Harmonia mundi.
- 1985 : Marc-Antoine Charpentier, Motet pour l'Offertoire de la Messe Rouge H.434, Pour le Saint Sacrement au reposoir H.346, Pour la seconde fois que le Saint Sacrement vient au même reposoir, H.372, Miserere H.219, Chœur et Orchestre de la Chapelle Royale, dir. Philippe Herreweghe. CD Harmonia Mundi. Diapason d’or.
- Élisabeth Jacquet de La Guerre, 5 Cantates bibliques, Esther, Jacob et Rachel, Suzanne, Judith, Jephté, Isabelle Poulenard, Sophie Boulin, sopranos, Arion 1986
- 1988 : Marc-Antoine Charpentier, Messe pour le Port-Royal  H.5, Magnificat pour le Port-Royal  H.81, Dixit Dominus pour le Port-Royal  H.226, Laudate Dominum pour le Port-Royal  H.227, Stabat Mater pour les religieuses  H.15, Capella Ricercar. CD Ricercar.
- 1991 : Marc-Antoine Charpentier, Messe à 4 Chœurs H.4, Ensemble Vocal Jean Bridier, Ensemble Vocal Françoise Herr, Chœur Gabrieli, Chœur régional Nord-Pas-de-Calais, La Grande Écurie et La Chambre du Roy, dir. Jean Claude Malgoire. CD Erato.
- 2015 : « Antoine Dauvergne & Gérard Pesson – Les Troqueurs et La Double Coquette » - Les Troqueurs : Jaël Azzaretti (soprano), Isabelle Poulenard (soprano), Alain Buet (baryton), Benoît Arnould (baryton). La Double Coquette : Maïlys de Villoutreys (soprano), Isabelle Poulenard (soprano), Robert Getchell (ténor) ; Amarillis dans Les Troqueurs : Héloïse Gaillard (hautbois baroque et flûtes à bec), Violaine Cochard (clavecin), Alice Piérot et Marie Rouquié (violons), Fanny Paccoud (alto), Annabelle Luis (violoncelle), Richard Myron (contrebasse), Xavier Miquel (hautbois baroque), Laurent Le Chenadec (basson), Pierre-Yves Madeuf et Olivier Picon (cors) ; Amarillis dans La Double Coquette : Héloïse Gaillard (hautbois baroque et flûtes à bec), Violaine Cochard (clavecin), Alice Piérot et Louis Créac'h (violons), Fanny Paccoud (alto), Annabelle Luis (violoncelle), Ludovic Coutineau (contrebasse), Xavier Miquel (hautbois baroque), Laurent Le Chenadec (basson), Lionel Renoux et Serge Desautels (cors) (2011/décembre 2014, 2CD NoMadMusic NMM 017)[4],[5] (OCLC 930922468)